# Турская осушительная система
Турская осушительная система — мелиоративная система на территории Ковельского района (Волынская область).

## История
Турская осушительная система введена в эксплуатацию в 1965 году. 

## География
Площадь мелиорированных земель 9,07 тыс. га. Поверхность массива равнинная с незначительными уклонами. Геологический разрез составляется плиоценовыми и четвертичными отложениями, верхняя часть последних — преимущественно торфы, супеси и пески. Гидрогеологические условия характеризуются наличием водоносного горизонта на глубине 1,5-2,5 м. Водоприёмником системы является Турское озеро. Длина магистрального канала (Турский) — 32 км, шириной 15-20 м и глубиной 2-3 м, дно песчаное. Общая длина открытой межхозяйственной сети — 130 км. 4,324 тысячи га было осушено закрытым дренажом. В рамках системы сооружён орошаемый участок площадью 394 га (с использованием дождевых машин). В засушливый период воду с канала подают для увлажнения земель (8,9 тыс. га). Мелиорированные земли используются для выращивания зерновых, льна, картофеля, корнеплодов и многолетних трав. 
Магистральный канал пересекает озеро Кисобул. Начало канала (возле села Самара) закреплено насыпью высотой 2 м. От системы ответвляется канал Новый, впадающий в озеро Теребовичи, из которого вытекает Теребовичский канал.